# Danh sách công dân Việt Nam bị bắt giam theo Điều 117 Bộ luật hình sự năm 2015
Điều 117 - Bộ luật hình sự năm 2015 của Việt Nam quy định Tội làm, tàng trữ, phát tán hoặc tuyên truyền thông tin, tài liệu, vật phẩm nhằm chống Nhà nước Cộng hòa xã hội chủ nghĩa Việt Nam. Theo điều luật này, mức án tù từ 5 năm đến 12 năm dành cho các hành vi làm, tàng trữ, phát tán hoặc tuyên truyền thông tin, tài liệu, vật phẩm có nội dung xuyên tạc, phỉ báng chính quyền nhân dân, hoặc có nội dung bịa đặt, gây hoang mang trong nhân dân, hoặc gây chiến tranh tâm lý. Mức án tù từ 10 năm đến 20 năm đối với trường hợp phạm tội đặc biệt nghiêm trọng. Ngoài ra còn có thêm một mức án tù từ một đến 5 năm đối với người chuẩn bị phạm tội này. Điều 117 được sửa đổi từ điều 88 Bộ luật Hình sự năm 1999 của Việt Nam. Điều 88 quy định về "Tội tuyên truyền chống Nhà nước Cộng hòa xã hội chủ nghĩa Việt Nam". Dưới đây là danh sách những công dân Việt Nam bị bắt giam, khởi tố theo Điều 117 theo từng năm.

## Năm 2018
1. Nguyễn Đình Thành, sinh năm 1991, bị Tòa án nhân dân tỉnh Bình Dương xử sơ thẩm và tuyên án phạt 7 năm tù giam tội "Làm, tàng trữ, phát tán hoặc tuyên truyền thông tin, tài liệu, vật phẩm nhằm chống phá Nhà nước Cộng hòa xã hội chủ nghĩa Việt Nam" theo Điều 117, Bộ Luật Hình sự năm 2015 vào ngày 17 tháng 10 năm 2018.[3]
2. Nguyễn Ngọc Ánh, sinh năm 1980 tại xã Phùng Xá, huyện Thạch Thất, thành phố Hà Nội, tạm trú tại thị trấn Bình Đại, huyện Bình Đại, tỉnh Bến Tre, là kỹ sư nuôi tôm, bị Viện kiểm sát nhân dân tỉnh Bến Tre phê chuẩn bắt tạm giam vào ngày 1 tháng 9 năm 2018 do có dấu hiệu của tội "Làm, tàng trữ, phát tán, tuyên truyền thông tin, tài liệu nhằm chống Nhà nước Cộng hòa xã hội chủ nghĩa Việt Nam" trên điện thoại di động theo điều 117.[4] Ngày 6 tháng 6 năm 2019, ông bị Tòa án nhân dân tỉnh Bến Tre xử sơ thẩm tuyên phạt án 6 năm tù giam 5 năm quản chế.[5]

## Năm 2019
1. Dương Thị Lanh, sinh năm 1983, trú thôn 11, xã Nhân Cơ, huyện Đắk R'lấp, tỉnh Đắk Nông, bị bắt vào ngày 30 tháng 1 năm 2019[6] và sau đó bị Tòa án nhân dân tỉnh Đắk Nông tuyên phạt án 8 năm tù theo điều 117[7]
2. Nguyễn Văn Công Em, sinh năm 1971, cư trú tại ấp Chợ, xã Mỹ Thạnh, huyện Giồng Trôm, tỉnh Bến Tre bị Cơ quan An ninh điều tra Công an tỉnh Bến Tre bắt vào ngày 28 tháng 2 năm 2019 để điều tra về hành vi "Làm, tàng trữ, phát tán, tuyên truyền thông tin, tài liệu nhằm chống phá Nhà nước".[8]
3. Phan Công Hải, sinh năm 1996, trú tại xã Nghi Diên, huyện Nghi Lộc, tỉnh Nghệ An, bị Cơ quan an ninh điều tra Công an tỉnh Nghệ An khởi tố bị can và ra lệnh bắt tạm giam vào ngày 22 tháng 4 năm 2019 theo điều 117, sau đó phát lệnh truy nã toàn quốc với Phan Công Hải. Ngày 19 tháng 11 năm 2019, Phan Công Hải bị bắt tại xã Thạch Kim, huyện Thạch Hà, tỉnh Hà Tĩnh sau khi từ nước ngoài trở về.[9] Sáng ngày 28 tháng 4 năm 2020, Tòa án nhân dân tỉnh Nghệ An xử sơ thẩm tuyên phạt Phan Công Hải án 5 năm tù theo điều 117.[10]
4. Nguyễn Năng Tĩnh, sinh năm 1976, quê quán tại xóm 11, xã Quỳnh Hưng, huyện Quỳnh Lưu, tỉnh Nghệ An, giảng viên Khoa Thanh nhạc, Trường Cao đẳng Văn hóa - Nghệ thuật tỉnh Nghệ An, bị Cơ quan An ninh điều tra Công an tỉnh Nghệ An ra Quyết định khởi tố vụ án, khởi tố bị can và lệnh bắt tạm giam theo điều 117 vào ngày 27 tháng 5 năm 2019. Tòa án nhân dân tỉnh Nghệ An xử sơ thẩm ngày 15 tháng 11 năm 2019 tuyên phạt Nguyễn Năng Tĩnh án 11 năm tù và 5 năm quản chế.[11][12]
5. Nguyễn Quốc Đức Vượng, sinh năm 1991, cư trú tại thôn Hải Dương, xã Lạc Lâm, huyện Đơn Dương, tỉnh Lâm Đồng, bị Cơ quan An ninh điều tra Công an tỉnh Lâm Đồng khởi tố vụ án, khởi tố bị can và thực hiện lệnh bắt tạm giam vào ngày 27 tháng 9 năm 2019[13]
6. Phạm Chí Dũng, sinh năm 1966, quê quán tại tỉnh Đồng Tháp, thường trú tại đường Nguyễn Trọng Tuyển, phường 1, quận Tân Bình, Thành phố Hồ Chí Minh, bị Cơ quan an ninh điều tra Công an Thành phố Hồ Chí Minh khởi tố và bắt tạm giam, và khám xét về tội này vào ngày 21 tháng 11 năm 2019.[14]
7. Phạm Văn Điệp, sinh năm 1965, trú tại phường Quảng Tiến, thành phố Sầm Sơn, tỉnh Thanh Hóa bị Tòa án nhân dân tỉnh Thanh Hóa kết án sơ thẩm 9 năm tù theo điều 117 vào ngày 26 tháng 11 năm 2019[15]
8. Nguyễn Chí Vững, sinh năm 1981 tại tỉnh Cà Mau, cư trú tại ấp Lung Chim, xã Định Thành, huyện Đông Hải, tỉnh Bạc Liêu, bị Tòa án nhân dân tỉnh Bạc Liêu xử án sơ thẩm ngày 26 tháng 11 năm 2019 và tuyên phạt án 6 năm tù giam và 2 năm quản thúc tại địa phương theo điều 117.[16]

## Năm 2020
1. Đinh Văn Phú, sinh năm 1973, trú tại thôn 2, xã Đắk Wer, huyện Đắk R'lấp, tỉnh Đắk Nông, bị Viện kiểm sát nhân dân tỉnh Đắk Nông khởi tố và bắt tạm giam theo điều 117 vào ngày 9 tháng 1 năm 2020.[7]
2. Nguyễn Tường Thụy, nhà văn, sinh ngày 5 tháng 9 năm 1950 tại tỉnh Nam Định, cư trú tại phường Thanh Xuân Trung, quận Thanh Xuân, Hà Nội, bị bắt ngày 24 tháng 5 năm 2020 theo điều 117 với vai trò đồng phạm với Phạm Chí Dũng (bị bắt năm 2019)[17][18][19]
3. Lê Hữu Minh Tuấn, sinh năm 1989, quê quán tại tỉnh Quảng Nam, bị Cơ quan An ninh điều tra Công an Thành phố Hồ Chí Minh bắt giam vào ngày 13 tháng 6 năm 2020 theo điều 117. Lê Hữu Minh Tuấn liên quan vụ án Phạm Chí Dũng, bị bắt năm 2019.[18]
4. Nguyễn Văn Nghiêm, sinh năm 1963, trú tại phường Phương Lâm, thành phố Hòa Bình, tỉnh Hòa Bình, bị Tòa án nhân dân tỉnh Hòa Bình kết án sơ thẩm 6 năm tù theo điều 117 vào ngày 23 tháng 6 năm 2020[20]
5. Cấn Thị Thêu, sinh ngày 15 tháng 12 năm 1962, quê quán tại xã Kim Quan, huyện Thạch Thất, Hà Nội, thường trú tại phường Dương Nội, quận Hà Đông, Hà Nội, tạm trú tại xóm Đại Đồng, xã Ngọc Lương, huyện Yên Thủy, tỉnh Hòa Bình, bị Công an thành phố Hà Nội và Công an tỉnh Hòa Bình bắt vào sáng ngày 24 tháng 6 năm 2020[21][22][23]
6. Trịnh Bá Tư, sinh ngày 24 tháng 4 năm 1989, con trai bà Cấn Thị Thêu, trú tại xóm Đại Đồng, xã Ngọc Lương, huyện Yên Thủy, tỉnh Hòa Bình, bị Công an Hà Nội phối hợp Công an tỉnh Hòa Bình bắt giam vào ngày 24 tháng 6 năm 2020[21][22][23][24]
7. Trịnh Bá Phương, sinh ngày 26 tháng 1 năm 1985, con trai bà Cấn Thị Thêu, trú tại xóm Đại Đồng, xã Ngọc Lương, huyện Yên Thủy, tỉnh Hòa Bình, bị Công an Hà Nội bắt vào sáng ngày 24 tháng 6 năm 2020[21][23]
8. Nguyễn Thị Tâm, biệt danh Tâm Dương Nội, sinh ngày 28 tháng 9 năm 1972, quê quán tại Dương Nội, Hà Đông, Hà Nội, trú tại phường Dương Nội, Hà Đông, Hà Nội, bị bắt ngày 24 tháng 6 năm 2020[21][23]
9. Nguyễn Thị Cẩm Thúy, sinh năm 1976, trú ở xã Cam Thành Bắc, huyện Cam Lâm, tỉnh Khánh Hòa, bị Cơ quan An ninh điều tra Công an tỉnh Khánh Hòa bắt vào 13 giờ ngày 24 tháng 6 năm 2020 theo điều 117[25]